# Maria da Assunção Esteves

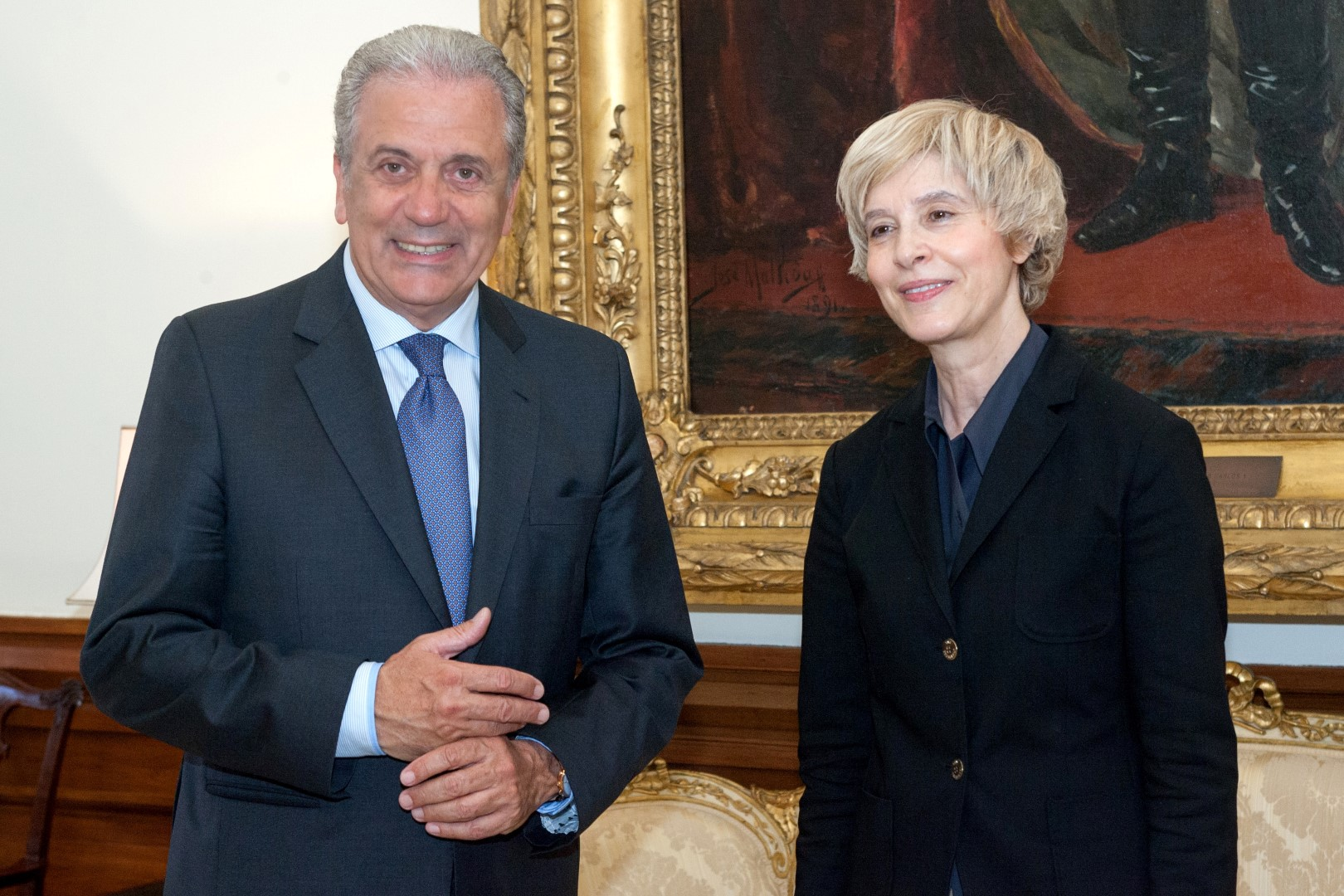
Maria da Assunção Andrade Esteves (rechts)

Maria da Assunção Andrade Esteves (* 15. Oktober 1956 in Valpaços) ist eine portugiesische Politikerin, die von 2011 bis 2015 Parlamentspräsidentin des portugiesischen Parlaments war.
Von 2004 bis 2009 war sie Mitglied des Europäischen Parlaments für die konservativ-liberale Partei Partido Social Democrata, die Teil der Fraktion der EVP ist.
Assunção Esteves hat sowohl einen Bachelor- als auch einen Master-Abschluss in Rechtswissenschaften von der juristischen Fakultät der Universität Lissabon, wo sie zwischen 1989 und 1999 als Assistentin tätig war. Während dieser Zeit war sie auch Richterin am Tribunal Constitucional de Portugal, dem portugiesischen Verfassungsgericht, von 1989 bis 1998.
Am 21. Juni 2011 wurde sie die erste weibliche Parlamentspräsidentin in Portugal. 